# Aetea capillaris
Aetea capillaris är en mossdjursart som beskrevs av Jean-Loup d'Hondt 1986. Aetea capillaris ingår i släktet Aetea och familjen Aeteidae. Inga underarter finns listade i Catalogue of Life.